# Rue de Domrémy (Paris)
Pour les articles homonymes, voir Rue de Domrémy.
La rue de Domrémy est une voie du 13e arrondissement de Paris.

## Situation et accès
La rue qui est située dans le quartier de la Gare, débute au 107, rue du Chevaleret et se termine au 20, rue Jean-Colly.
À proximité se trouvent les stations Bibliothèque François-Mitterrand et Olympiades sur la ligne 14 et la station Nationale sur la ligne 6.

## Origine du nom
Son nom porte le nom du village du département des Vosges Domrémy, où est née Jeanne d'Arc.

## Historique
La partie de cette voie, comprise entre les actuelles rues du Chevaleret et de Richemont, figure à l'état de chemin sur le plan de Roussel en 1731. Elle forma plus tard la « rue de la Croix Rouge », qui fut prolongée en 1840 jusqu'à la rue du Château-des-Rentiers.

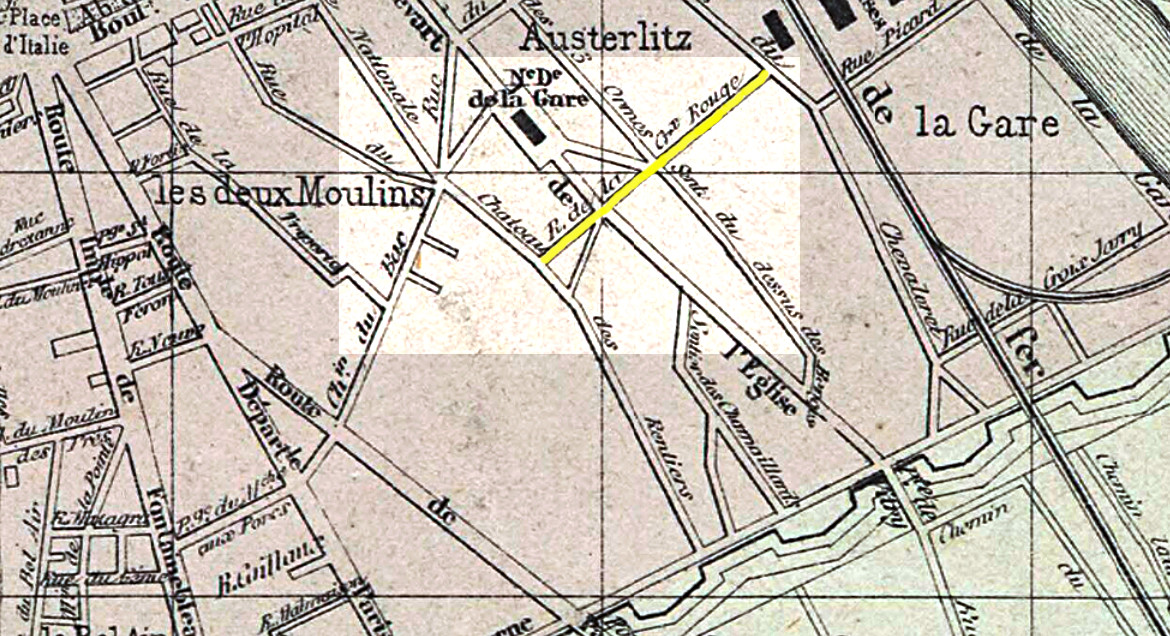
La rue de la Croix-Rouge (en jaune) sur le plan d'Eugène Lanée de 1861.
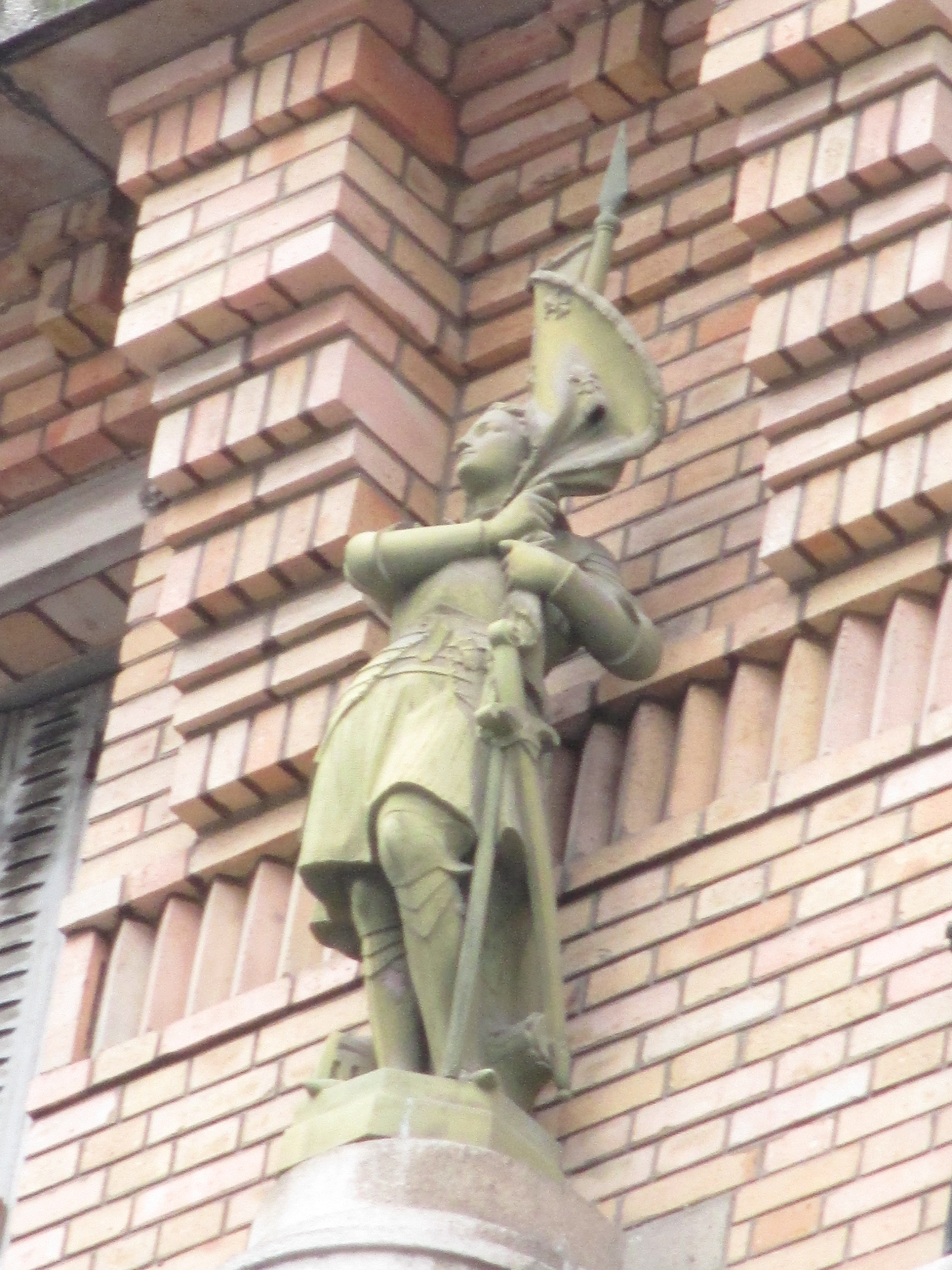
Statue de Jeanne d'Arc rue de Domrémy.

Alors située sur le territoire d'Ivry-sur-Seine, elle est rattachée à Paris en 1860, classée dans la voirie parisienne et prolongée jusqu'à la rue de Tolbiac en 1863. Par arrêté du 26 février 1867, l'ensemble de ses sections prit le nom de « rue de Domrémy », en raison du voisinage de la rue Jeanne-d'Arc.
La Compagnie du chemin de fer de Paris à Orléans créée en 1838 souhaitait rendre hommage à une figure historique orléannaise et a choisi Jeanne d'Arc. Une statue de Jeanne d'Arc est située au quatrième étage de l'immeuble 44-46 rue de Domrémy. Le propriétaire du terrain de l'immeuble était Charles Bertheau, conseiller à la cour d'appel d'Orléans.
En 2021, la ville de Paris, la mairie du 13e arrondissement et la Régie immobilière de la ville de Paris rénovent les logements sociaux de la rue Domrémy dans une perspective écologique. Conçus par Roland Schweitzer dans les années 1980, les logements sont rénovés par sa fille Marie Schweitzer,.

## Bâtiments remarquables et lieux de mémoire

5-9 rue Domrémy, rénovation biosourcée par l'architecte Marie Schweitzer.
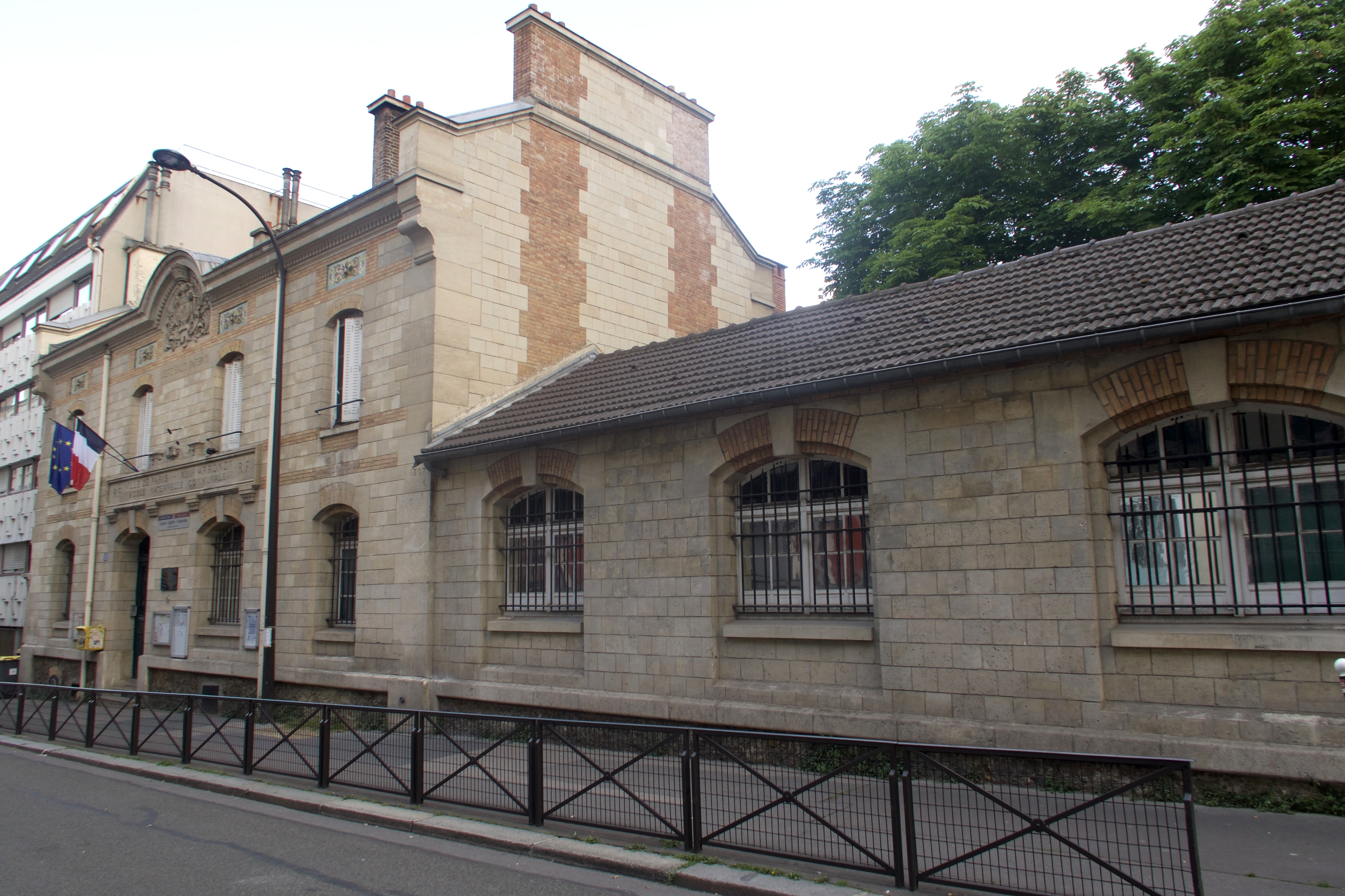
École maternelle au no 15.
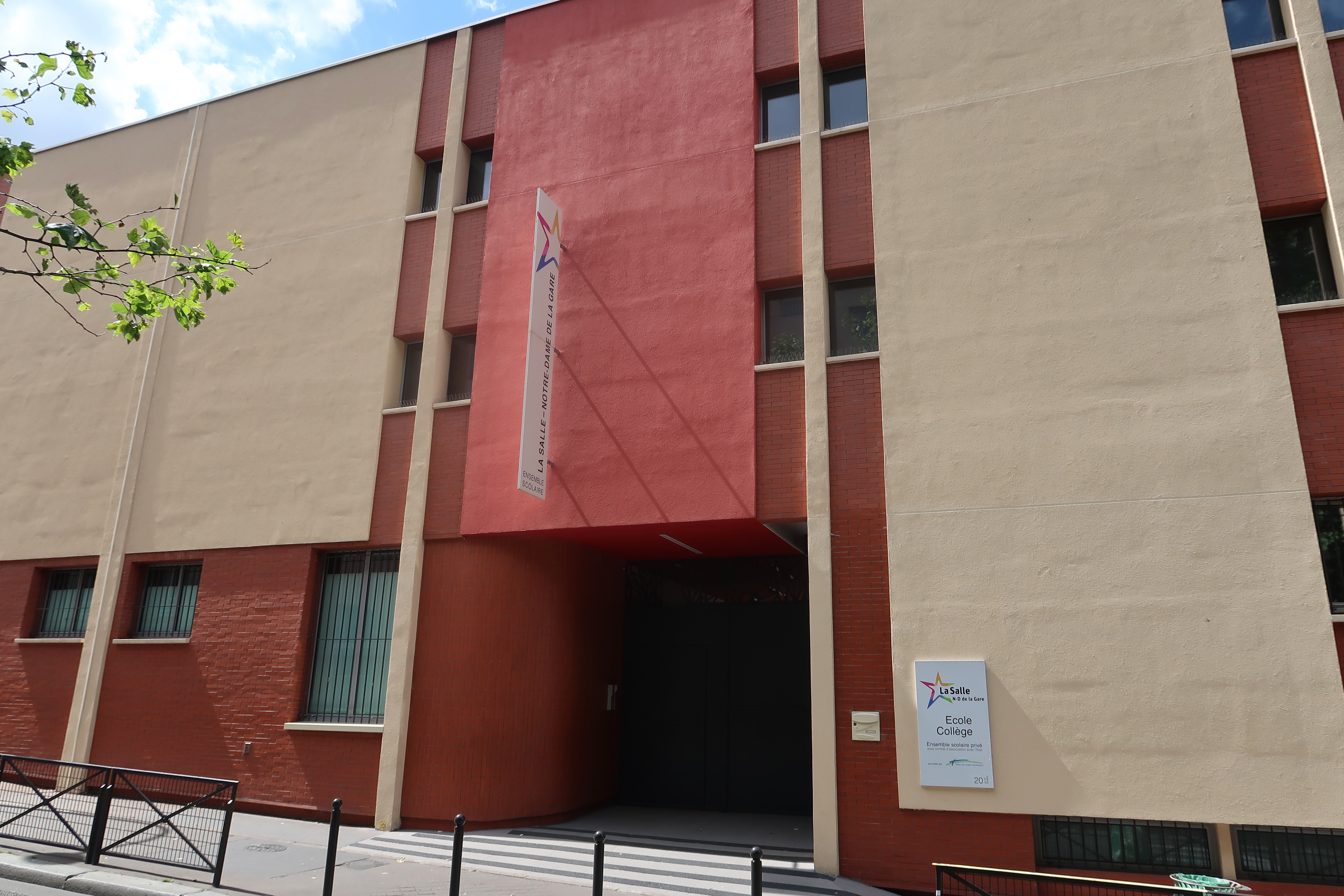
École et collège Notre-Dame-de-la-Gare au no 20.
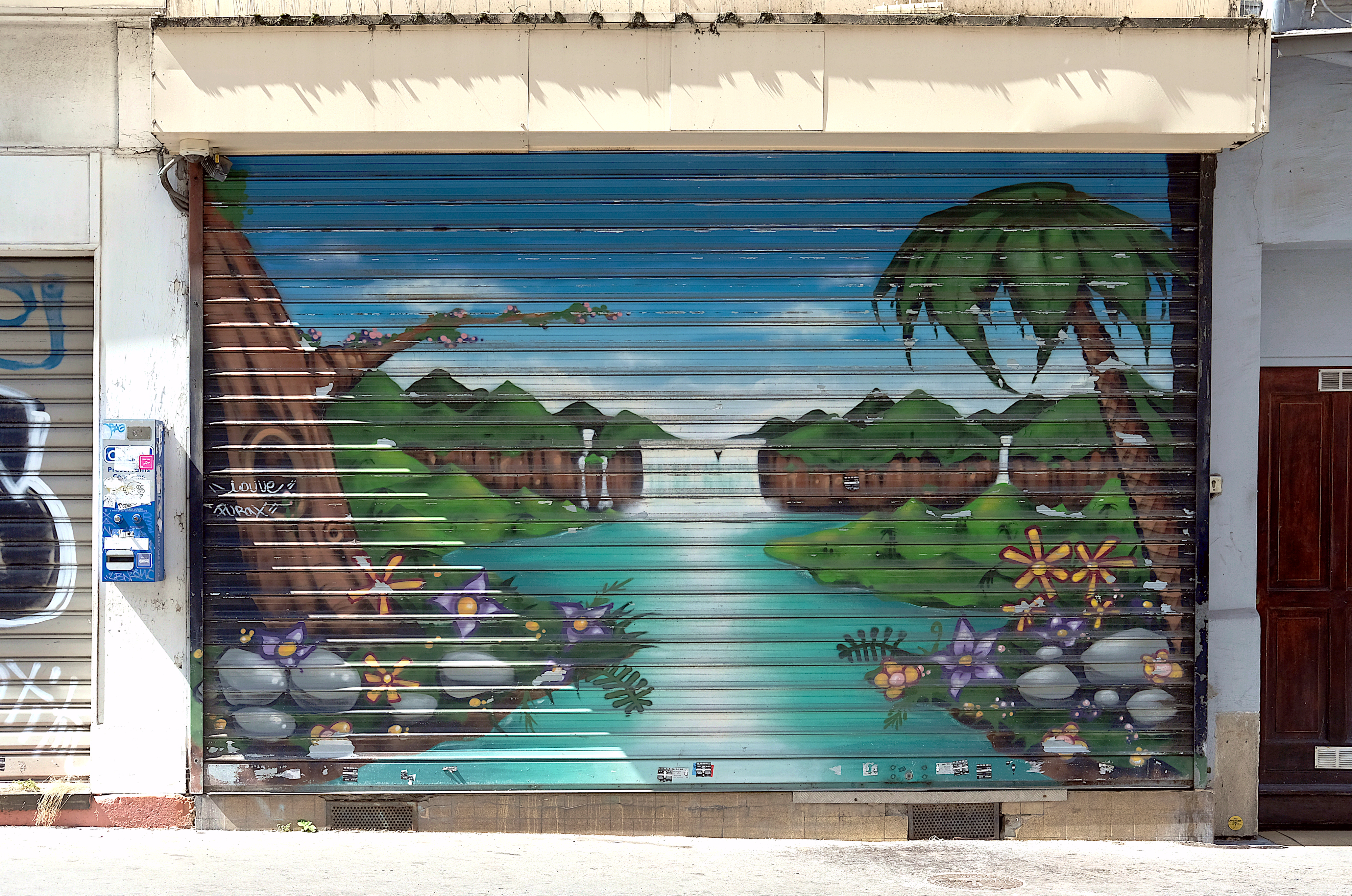
no 54 : boutique avec un rideau décoré.